# Gülenizm
Gülenizm, również Ruch Gülena (tur. Gülen hareketi) – sektariański, neoosmański odłam sunnickiego islamu bazujący na nursjańskiej perspektywie teologicznej, która znalazła odzwierciedlenie w naukach religijnych Fethullaha Gülena. 
Jej członkowie nazywają go „Służbą” (tur. Hizmet) lub „Wspólnotą” (tur. Cemaat), a tureckie służby bezpieczeństwa określają go „Fethullahiczną Organizacją Terrorystyczną” (tur. Fethullahçı Terör Örgütü (FETÖ)) oraz „Strukturą Państwa Równoległego” (tur. Paralel Devlet Yapılanması (PDY)), a jego członków nazywają „fethullahistami” (tur. Fethullahçılar).

## Powstanie i ideologia
Powstał w Turcji pod koniec lat 50. XX wieku, a obecnie jego członkowie działają w 180 krajach za pośrednictwem placówek edukacyjnych, a także mediów, firm finansowych, klinik zdrowia i powiązanych fundacji, których łączna wartość netto w 2015 r. wynosiła od 20 do 50 miliardów dolarów.
Jego nauki są uważane w Turcji za konserwatywne, a na świecie jest on kreowany jako pacyfistyczna, nowoczesna wersję islamu i alternatywa dla bardziej ekstremalnych szkół islamu, takich jak salafizm. Ruch Gülena działa w ramach struktur współczesnych państw świeckich; zachęca on stowarzyszonych członków do maksymalizacji możliwości, jakie te kraje oferują, zamiast angażowania się w działalność wywrotową, co sam Gülen tłumaczy jako budowanie „Umysłowego Imperium Osmańskiego”.

## Konflikt z AKP
Ruch Gülena jest byłym sojusznikiem tureckiej Partii Sprawiedliwości i Rozwoju (AKP). Kiedy AKP doszła do władzy w 2002 r., obie grupy utworzyły sojusz przeciwko wojsku i tureckiej świeckiej elicie, dzięki któremu AKP zapewniła sobie zwycięstwa wyborcze w kraju, wystarczające do utworzenia rządów większościowych w latach 2002, 2007 i 2011. W tym czasie setki zwolenników Gülena zostało mianowanych na stanowiska w tureckim rządzie.
Gdy stary establishment został pokonany, między AKP a ruchem Gülena pojawiły się nieporozumienia. Pierwszym punktem zwrotnym był tzw. ″kryzys MİT″ w lutym 2012 r., który został zinterpretowany jako walka o władzę między AKP a zdominowaną przez güllenistów Narodową Organizacją Wywiadowczą (MİT).
Ruch Gülena został oskarżony przez władze tureckie o wspieranie zamachu stanu w 2016 roku, czego konsekwencją było wpisanie go na listę organizacji terrrorystycznych przez Turcję, Pakistan, Radę Współpracy Zatoki Perskiej oraz Organizację Współpracy Islamskiej.